# Irina Farion
Irina Dmítrivna Farion (ucraïnès: Ірина Дмитрівна Фаріон; 29 d'abril de 1964 - 19 de juliol de 2024) va ser una lingüista i política nacionalista ucraïnesa que va exercir com a diputada a la Rada Suprema com a membre de Svoboda. També va ser professora al Departament de Llengua Ucraïnesa de la Politècnica de Lviv (Institut de Ciències Humanitàries i Socials).
Era coneguda per les seves campanyes per promocionar la llengua ucraïnesa i per desacreditar els funcionaris que parlaven rus.

## Primera vida i educació
Farion va néixer el 29 d'abril de 1964 a Lviv. La seva mare era mestra i el seu pare lampista.
Farion es va graduar al departament de filologia de la Universitat de Lviv el 1987. Fins al 1991, va ser cap del centre d'estudis ucraïnesos de la Universitat de Lviv. Durant els seus anys universitaris, va ser membre del Partit Comunista de la Unió Soviètica, l'única estudiant del Partit Comunista. Farion va negar al principi ser membre del Partit Comunista. Més tard, va afirmar que no podria tenir aquesta carrera sense unir-se al partit; també va afirmar que es va unir al partit per "destruir-lo des de dins". El 1996, va defensar la seva tesi doctoral en filologia a la Universitat de Lviv.

## Carrera
Entre els seus treballs científics hi ha almenys quatre monografies i 200 articles. De 1998 a 2004, Farion va dirigir la comissió lingüística de Prosvita. A partir de 1998, va iniciar i organitzar el concurs anual d'estudiants "El llenguatge és la base de la teva vida" (ucraïnès: Мова - твого життя основа). El 2004, va rebre el premi de literatura Oleksa Hirnyk.
L'any 2006, Farion va votar pel mandat de diputada popular d'Ucraïna de la Unió Ucraïnesa "Svoboda", de la qual va ser membre a partir del 2005. El 2006, Farion també va votar amb èxit al consell regional, mentre que el 2010, va guanyar en un districte electoral majoritari de Lviv.
El febrer de 2010, el Dia Internacional de la Llengua Materna, es va filmar Farion dient als nens d'infantil que evitessin l'ús de noms russos. En un cas, ella els diu que "anessin a on viuen les Maixa" si es volien anomenar Maixa; un vídeo de l'incident es va emetre a la televisió estatal russa i va ser àmpliament criticat. L'incident també va ser àmpliament discutit i criticat als mitjans ucraïnesos. Un diputat del Partit de les Regions va demanar al fiscal general d'Ucraïna que presentés una causa penal contra ella per discriminació basada en la llengua i la nacionalitat.
A les eleccions parlamentàries de 2012, Farion va ser escollit al parlament després de guanyar una circumscripció electoral a l'oblast de Lviv.
A les eleccions parlamentàries de 2014, Farion va tornar a intentar guanyar un escó electoral a Lviv, però aquesta vegada va fracassar després d'haver quedat tercera a la seva circumscripció amb aproximadament el 16% dels vots.
El juliol de 2015, el Comitè d'Investigació de Rússia va presentar una causa penal contra Farion pels càrrecs d'"incitació a l'assassinat" i "declaracions extremistes".
L'abril de 2018, va qualificar els ucraïnesos de parla russa de "retardats mentals" i va afirmar que havien causat la guerra russo-ucraïnesa. A l'octubre del mateix any, va anomenar els hongaresos ètnics de l'óblast de Zakarpattya "imbècils" i va suggerir que "tornessin a Hongria", mentre els comparava amb gossos. Aquell any també va demanar una campanya per "punyals a la mandíbula a totes les persones de parla russa".
El març de 2019, en resposta a les crítiques del periodista Dmitrò Hordon a Stepan Bandera, Farion el va titllar d'enemic i li va desitjar una "mort tortuosa". Per això, va ser durament criticada per la Unió Nacional de Periodistes d'Ucraïna.
A les eleccions parlamentàries d'Ucraïna de juliol de 2019, Farion va tornar a no tornar al parlament després de quedar cinquè amb el 10,35% dels vots al districte electoral 116 de l'óblast de Lviv.
El novembre de 2023, Farion va insultar els combatents de parla russa de la Brigada Azov en una entrevista i va dir que no els anomenaria ucraïnesos. Farion també va publicar una carta d'un partidari a la península de Crimea ocupada; ella no va desdibuixar el seu nom, cosa que va fer que fos arrestat per les autoritats russes. Això va causar indignació pública, incloent-hi crítiques de la política Tamila Taixeva, i protestes estudiantils a l'Institut Politècnic de Lviv, però l'institut es va negar a acomiadar-la. L'incident va fer que el defensor dels drets humans d'Ucraïna digués que havia demanat al Servei de Seguretat d'Ucraïna (SBU) que obrís una investigació. El 15 de novembre, l'SBU va obrir una investigació contra ella pels càrrecs de discriminació, insults a la dignitat d'un militar, violació de la confidencialitat de la correspondència i violació de la inviolabilitat de la vida privada, i va ser alliberada del seu càrrec a la Politècnica de Lviv. Va ser reintegrada a la Politècnica de Lviv el maig de 2024.

## Assassinat
El 19 de juliol de 2024, cap a les 19:30 (EEST), Farion va ser afusellada a Lviv. Es va descriure que l'agressor era un jove d'uns 20-25 anys; segons els veïns de Farion, l'havien adonat al matí, esperant a prop de casa seva. Immediatament, va ser ingressada a l'hospital d'urgències amb una ferida de bala al cap en estat "extremadament greu". Al voltant de les 23:00 EEST del mateix dia, els metges de l'hospital van anunciar que estava en coma i que estava en suport vital. Farion va morir cap a les 23:20 als 60 anys. El governador de Lviv, Maksim Kozitski, va expressar el seu condol a la seva família.
El ministre de l'Interior d'Ucraïna, Íhor Klimenko, va declarar que l'assassinat va ser premeditat i que els principals motius que els investigadors estaven considerant eren la seva activitat política i social o la seva antipatia personal. El partit polític de Farion, Svoboda, va acusar el govern rus d'organitzar la seva mort.